# Вашингтон, Букер Тальяферро
Букер Тальяферро Ва́шингтон (англ. Booker Taliaferro Washington; 5 апреля 1856, Виргиния — 14 ноября 1915, Таскиги, Алабама) — американский просветитель и борец за просвещение афроамериканцев, оратор, политик, писатель.

## Жизнь
Букер Вашингтон родился на одной из плантаций в штате Виргиния 5 апреля 1856 года. Он был сыном чёрной рабыни и неизвестного ему белого человека. Его мать работала кухаркой в доме плантатора. В детстве, как и другие рабы, не имел фамилии, а после окончания Гражданской войны 1861—1865 годов в США, принёсшей освобождение чернокожим рабам, Букер выбрал себе фамилию первого президента США Джорджа Вашингтона.
После того как Авраам Линкольн подписал Прокламацию об освобождении рабов, положившую конец эксплуатации темнокожих и предоставившую им свободу от бывших хозяев, мать Букера оставила плантацию. Вместе со своими детьми она перебралась в город Молден, штат Западная Виргиния, рядом со столицей штата Чарльстон. Там маленький Букер самостоятельно выучился чтению, а затем окончил воскресную школу, открытую для детей-афроамериканцев.
Чтобы хоть как-то поддерживать свою семью и помочь матери, по утрам перед школой он подрабатывал, перебрасывая уголь в кочегарке. Работал на солеварне, в угольных шахтах, но продолжал заниматься самообразованием.
В 1872 году, в семнадцать лет, он поступил в Хэмптонский всеобщий сельскохозяйственный институт для чернокожих студентов в Виргинии, где их обучали по программам средней воскресной школы. Там он обучался в течение трёх лет. Закончив его, стал учителем в негритянских школах Юга и даже короткое время работал секретарём генерала Самуэля Армстронга, ректора Хэмптонского института.
Потом Букер Вашингтон переехал в Вашингтон, где продолжил образование. В 1879 году получил диплом учителя и стал преподавать в Хамптонском институте, куда была принята первая партия учащихся-индейцев.

## Литературная деятельность
Букер Вашингтон написал несколько книг. Самая известная называется «Воспрянь от рабства».

## Политическая деятельность

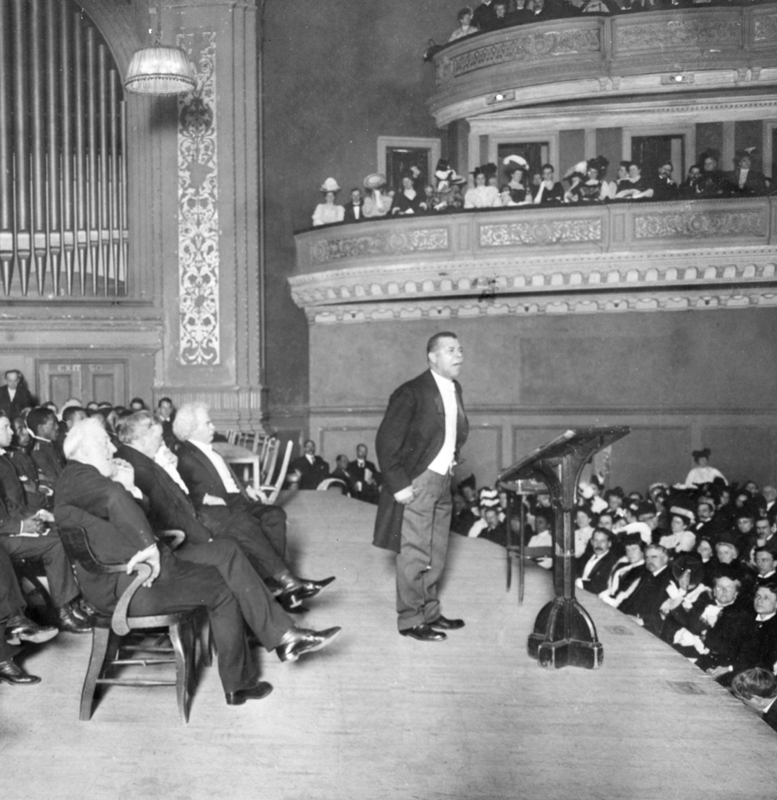
Букер Т. Вашингтон выступает в Карнеги-холле с речью, 1906 год

Букер Вашингтон был замечательным оратором, одним из выдающихся просветителей и борцов за просвещение афроамериканцев. В сентябре 1895 года при открытии торгово-промышленной выставки в городе Атланта (штат Джорджия) произнёс речь, изложив свою социально-политическую концепцию, состоящую в расовом и классовом мире и тесном сотрудничестве белого и цветного населения Соединённых Штатов. Он стал первым в истории Америки чёрным человеком, выступившим перед белой аудиторией.
В своей речи Букер Вашингтон просил равноправия только в двух сферах: получении работы и предпринимательстве. Его речь за 10 минут сформировала расовую политику на юге и сделала Букера Вашингтона вождём негритянского народа.
Букер Вашингтон умел привлечь к себе внимания слушателей, и вскоре его публичные выступления стали приносить материальные плоды для института Таскиги.
Президент Теодор Рузвельт советовался с ним относительно назначений на государственные посты чёрных и даже белых южан.
В 1896 году Букер совершил путешествие по Европе (Антверпен, Гаага, Париж и Лондон). Во время путешествия Вашингтон познакомился с Марком Твеном, был принят королевой Викторией. Возвратившись в США, Вашингтон стал признанным лидером той части чернокожего населения Америки, которые считали необходимым мирное разрешение расовой проблемы.

## Таскиги
Генерал Армстронг рекомендовал Букера Вашингтона в качестве организатора учебного процесса в только что открывшийся Индустриальный педагогический институт для чернокожих в Таскиги, штат Алабама. В 1881 году Букер Вашингтон стал директором института в Таскиги.
Этому учебному заведению катастрофически не хватало средств, денег не было даже для того, чтобы докупить достаточно земли и построить на ней учебные корпуса. Когда в начале первого учебного года в Таскиги собрались студенты, то лекции им пришлось слушать на полу развалившегося здания старой церкви.
В Таскиги Букер Вашингтон создавал условия для нормальной учёбы своих студентов и одновременно вёл преподавательскую деятельность. Вашингтон расширил учебную базу института и ввёл изучение сельскохозяйственных предметов и ремёсел. Из года в год он разъезжал по стране, когда в небольшой повозке, а когда верхом на муле, собирая деньги для своего института. При этом уровень его института был таков, что перенимать опыт и особенно опыт агрономической школы приезжали из Европы, Китая и Японии.
При жизни Вашингтона институт Таскиги продолжал расти и развиваться. Университетский комплекс и студенческий городок состояли уже из более чем сотни новых зданий, а число студентов достигло 1600 человек.
Институт Таскиги является лучшим памятником деятельности Букера Вашингтона.
Отстаивая программу профессионально-технического обучения афроамериканцев, воздерживался от требований равного доступа последних к высшему образованию. Это, как и его призывы к компромиссам, осуждение борьбы за немедленное предоставление чёрным американцам всей полноты политических и социальных прав, приводило его к конфликту с более радикально настроенными афроамериканскими лидерами, возглавляемыми Уильямом Дюбуа.